# بارویو، اورگن
بارویو (به انگلیسی: Barview) یک منطقهٔ مسکونی در ایالات متحده آمریکا است که در شهرستان کوس، اورگن واقع شده‌است. بارویو ۴٫۶ کیلومتر مربع مساحت و ۱٬۸۴۴ نفر جمعیت دارد و ۷ متر بالاتر از سطح دریا واقع شده‌است.